# حالت‌های مراقبه‌ای

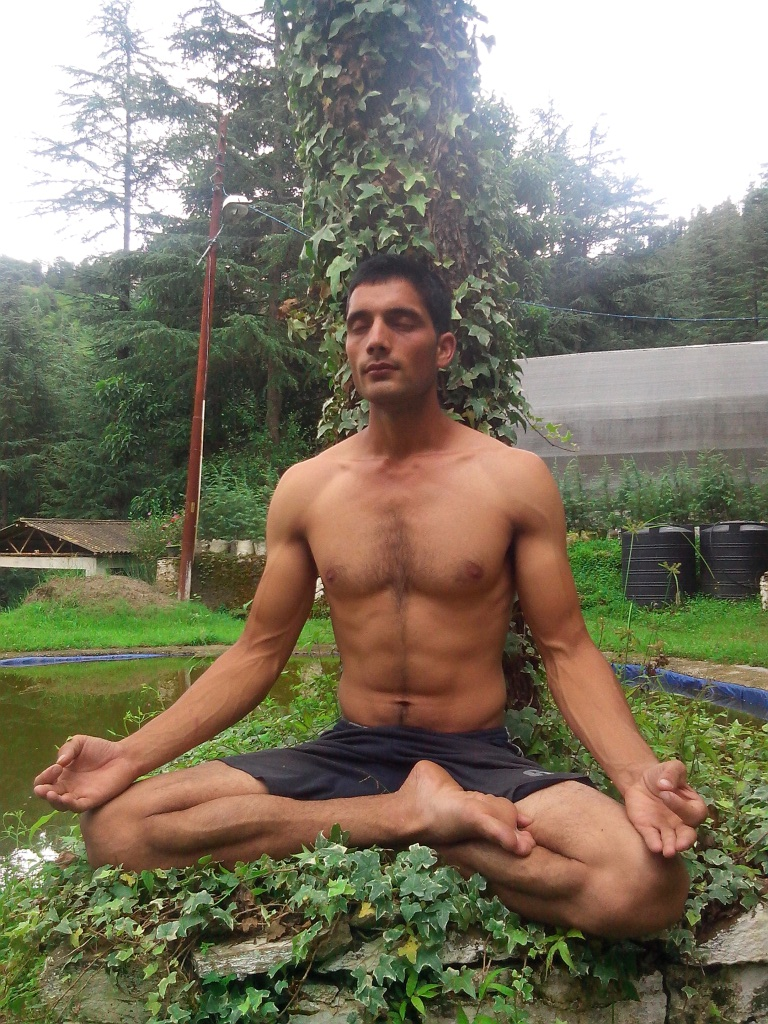
Siddhasana یک صندلی مراقبه باستانی است.

حالتهای مراقبه‌ای یا صندلی‌های مراقبه موقعیت‌های بدن یا آسانا هستند که معمولاً نشسته اما گاهی نیز به صورت ایستاده یا دراز کشیده برای تسهیل مراقبه استفاده می‌شوند. موقعیت‌های نیلوفر آبی و زانو زدن که بیشتر در سنت‌های بودایی و هندو شناخته شده‌اند. سایر گزینه‌ها شامل نشستن روی صندلی، با ستون فقرات به حالت ایستاده‌است.
مدیتیشن گاهی هنگام پیاده‌روی مانند کینین، انجام کارهای تکراری ساده مانند ذن سامو یا کارهایی که ذهن را ترغیب می‌کنند، انجام می‌شود.

## حالات در یوگای سوترا

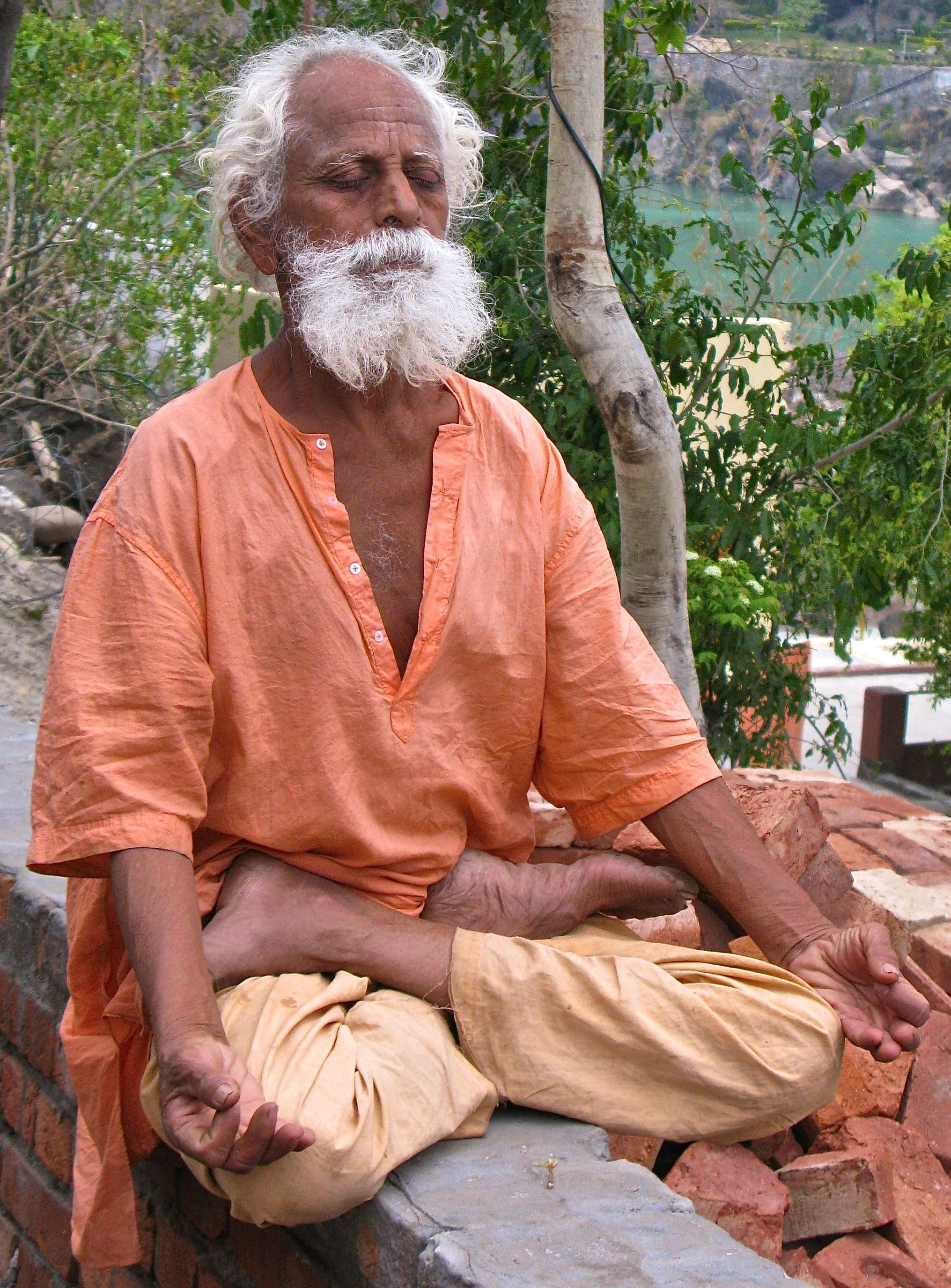
ژست Padmasana یا Lotus در میان دوازده آسانای مراقبه ای است که در تفسیر Bhasya همراه با Yoga Sutras Patanjali نامگذاری شده‌است.

یوگای سوترای پاتنجالی، یوگا را دارای هشت اندام توصیف می‌کند که یکی از آنها آسانا یا صندلی مراقبه است. سوتراها از هیچ آسانایی نام نمی‌برند، فقط ویژگی‌های آسانای خوب را مشخص می‌کنند، بیان می‌کنند.
سوتراها در تفسیر Bhasya نهفته شدهاند، دانشمندان از جمله فیلیپ Maas اکنون معتقدند که توسط یک نویسنده ایجاد شده‌اند. ۱۲ آسانایای مراقبه نشسته را نامگذاری می‌کند، احتمالاً همه با پا بصورت ضربدری (چهارزانو)، از جمله Padmasana , Virasana , Bhadrasana (امروزه Baddha Konasana نامیده می‌شود) و Svastikasana.

## نشستن روی زمین

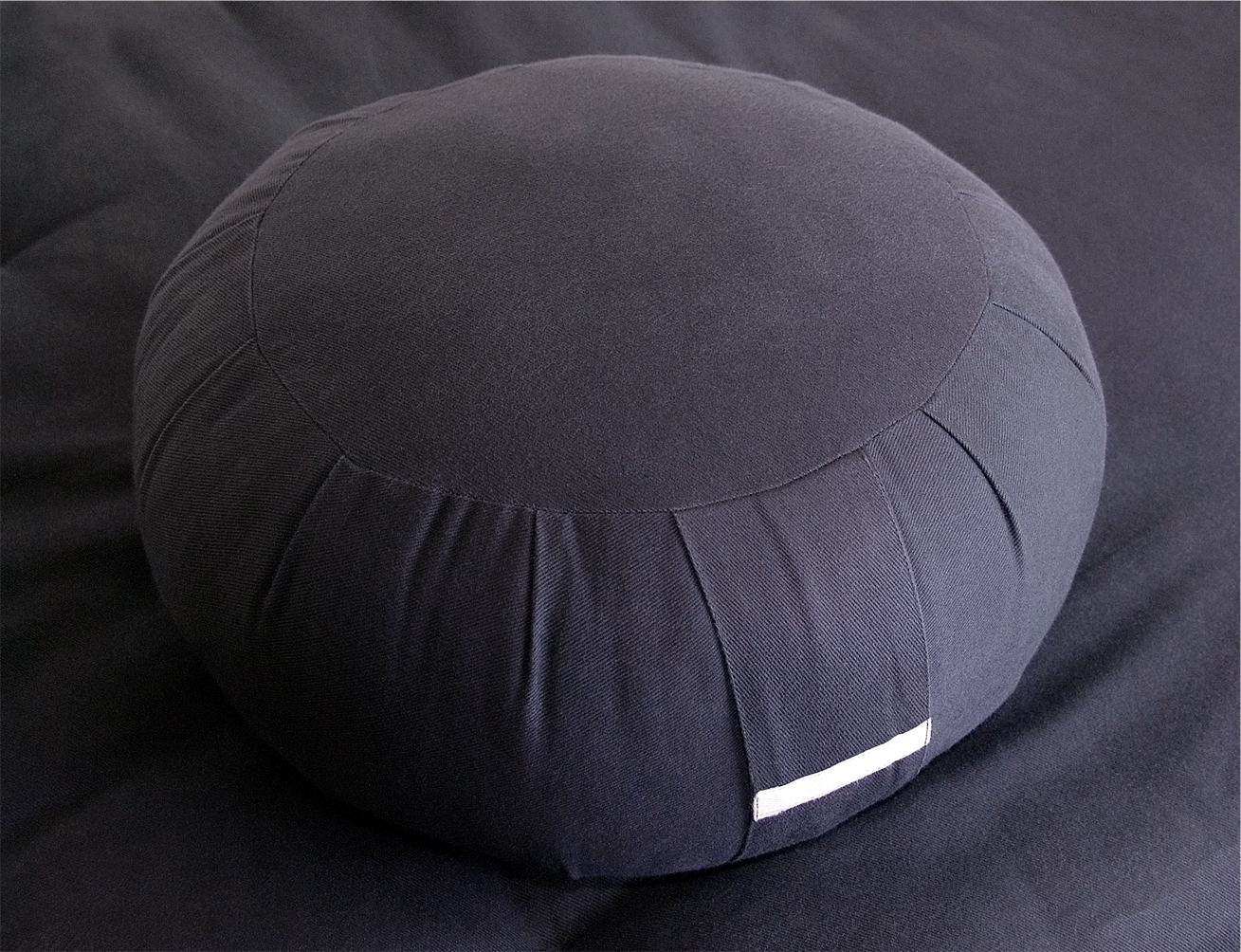
یک بالشت مراقبه zafu که اغلب در تمرین‌های بودایی استفاده می‌شود

حالت‌های نشستن، اغلب به صورت چهارزانو، حالتی پایدار برای مراقبه را فراهم می‌کند و قرن‌ها است که به همین منظور در آیین بودا و هندو استفاده شده‌است. از جمله این موارد می‌توان به Padmasana (نیلوفر کامل)، Ardha Padmasana (نیم نیلوفر)، Siddhasana یا Muktasana (نشستن با زانوها روی زمین و پاها نزدیک به بدن جمع شده) و Sukhasana (هر موقعیت آسان پا و چهارزانو) اشاره کرد. حالات دیگر عبارتند از حالت دو زانو Virasana و Vajrasana (همچنین نشستن برمه نامیده می‌شود) یا Seiza (نشستن دوزانو در حالت پاشنه‌ها به هم چسبیده). حالت نشستن دیگر، Baddha Konasana (حالت کفشدوزک)، برای افرادی مناسب است که می‌توانند پاها را کنار هم و هر دو زانو را روی زمین بنشینند. BKS Iyengar اظهار داشت که برای مراقبه در این حالت، کف دستها باید در حالت نماز بر روی قفسه سینه نگه داشته شوند، که برای تعادل نیاز به تمریناتی دارد. سیمور گینسبورگ، در توصیف مراقبه گورجیف، پیشنهاد می‌کند که چنین موقعیت‌های فشرده به مراقبه کمک می‌کند تا "تمام تجربه خودمان را در توجه ما قرار دهد."

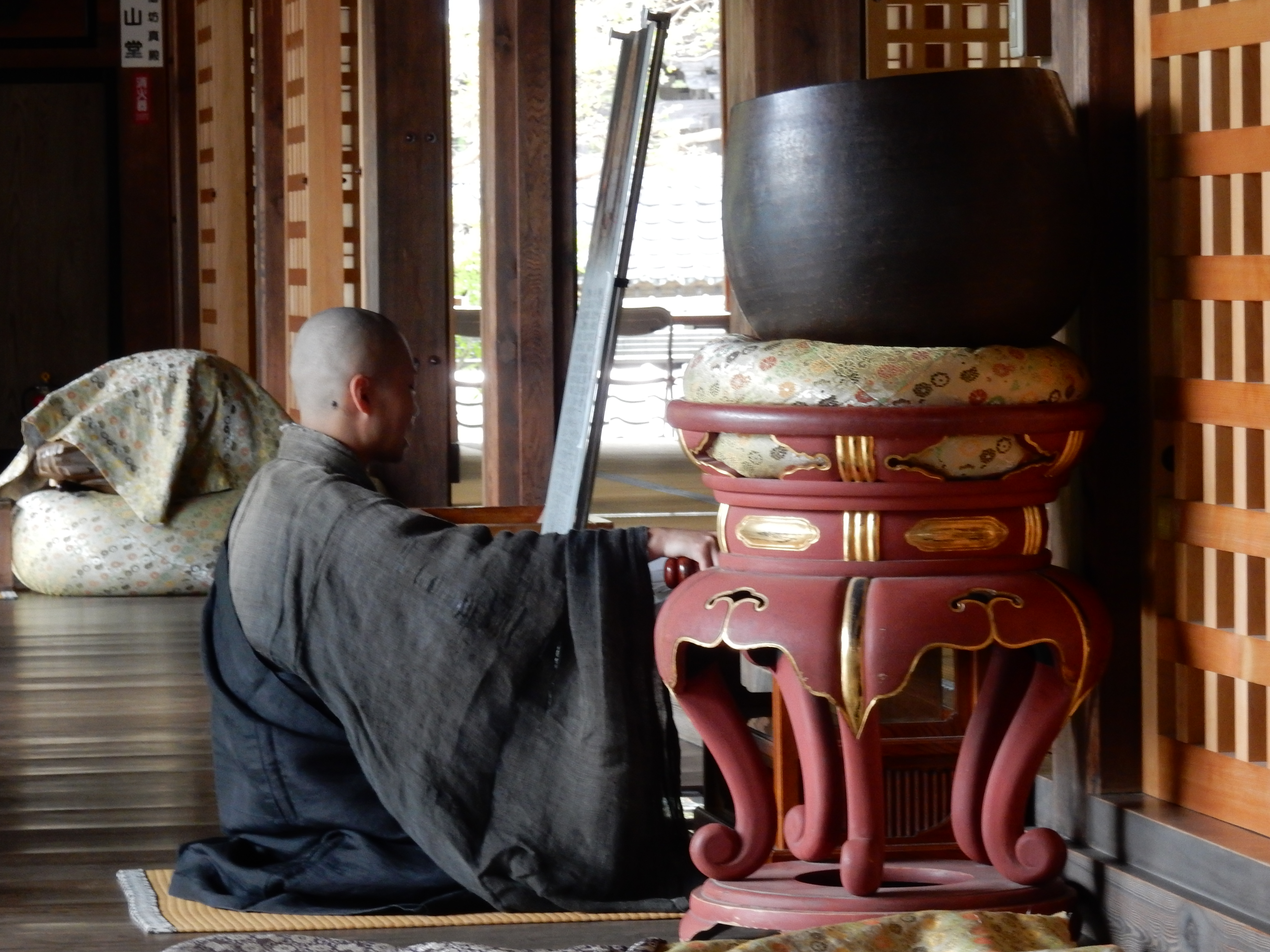
راهب بودایی نشسته در سیزا. معبد Hōkō-ji، ژاپن

حالت نشستم لوتوس به ویژه می‌تواند برای غربی‌هایی که از کودکی چهارزانو نشستن را تمرین نمی‌کنند بسیار ناخوشایند باشد. به گفته معلم یوگا و مراقبه، آن کوشمن، برای آنها ممکن است این کار حالت شکنجه دادن خود داشته باشد به خیال اینکه کبود شدن داخل ران با مچ پا برای بیداری معنوی ضروری است." این حالت نشستن می‌تواند برای مبتدیان ایجاد زانو درد و آسیب نماید. Baddha Konasana گزینه ایمن‌تری است، چرا که زانوها به سمت پایین رانده نمی‌شوند.